# Âmbar (álbum)
Âmbar é o vigésimo primeiro álbum de estúdio da cantora brasileira Maria Bethânia, lançado em 1996 pela EMI.
O disco foi produzido por Guto Graça Mello, com quem a cantora já havia trabalhado em Ciclo (1983) e As Canções Que Você Fez pra Mim (1993). 
O álbum contém um teor urbano, e foi gravado em sete estúdios diferentes e mixado em outros três, entre Rio de Janeiro, São Paulo, Beverly Hills, Bruxelas, Londres, Santa Mônica e Los Angeles. Neste álbum Maria Bethânia gravou composições de uma nova geração de músicos, entre eles, Adriana Calcanhotto, Arnaldo Antunes, Carlinhos Brown, Chico César e Paquito.
A canção "Âmbar" entrou na trilha sonora da minissérie Labirinto (1998) e a canção "Onde Estará o Meu Amor" entrou na trilha das telenovelas: A Indomada (1997) & Amor de Mãe (2019-2021).
Uma das composições mais antigas no álbum é "Chão de Estrelas", um clássico da música brasileira, lançado em 1937 por Silvio Caldas, um dos compositores da canção, e posteriormente também gravada por Lúcio Alves (1957), Elizeth Cardoso (1957), Agnaldo Rayol (1958), Roberto Silva (1960), Maysa (1961), Jair Rodrigues (1966), Os Mutantes (1970), Cauby Peixoto (1972). 
Bethânia costumava cantar "Chão de Estrelas" no seu espetáculo
de 1974 chamado A Cena Muda, que chegou a ser lançado em disco. A cantora planejava gravar um videoclipe da canção para a divulgação de Âmbar. A filmagem seria em Paris, cidade adorada por ela. Bethânia queria contrastar as imagens com a letra que faz referência ao Morro do Salgueiro. O projeto não foi concretizado, pois a gravadora o cancelou.
O álbum ganhou certificado de ouro pela ABPD. Âmbar foi divulgado num show de mesmo nome e que acabou sendo lançado também em CD com o nome Imitação da Vida, em 1997.

## Lista de faixas
| N.º            | Título                                                       | Compositor(es)                  | Duração |  |
| 1.             | "Âmbar"                                                      | Adriana Calcanhotto             | 4:36    |  |
| 2.             | "Chão de Estrelas"                                           | Sílvio Caldas Orestes Barbosa   | 3:38    |  |
| 3.             | "Iluminada" (com Zap Mama, Sabine Kabongo, Angelique Wilkie) | Roberto Mendes Jorge Portugal   | 2:18    |  |
| 4.             | "Onde Estará o Meu Amor"                                     | Chico César                     | 3:33    |  |
| 5.             | "Lua Vermelha"                                               | Carlinhos Brown Arnaldo Antunes | 3:35    |  |
| 6.             | "O Circo"                                                    | Orlando Morais Antônio Cícero   | 4:14    |  |
| 7.             | "Invocação" (com Virgínia Rodrigues)                         | Chico César                     | 3:22    |  |
| 8.             | "Uns Versos"                                                 | Adriana Calcanhotto             | 3:00    |  |
| 9.             | "Allez Y"                                                    | Carlinhos Brown                 | 3:19    |  |
| 10.            | "Todos os Lugares"                                           | Sueli Costa Tite de Lemos       | 3:32    |  |
| 11.            | "Quando Eu Penso na Bahia" (com Chico Buarque)               | Ary Barroso Luís Peixoto        | 2:53    |  |
| 12.            | "Ave Maria"                                                  | Vicente Paiva Jaime Redondo     | 3:24    |  |
| 13.            | "Eterno em Mim"                                              | Caetano Veloso                  | 2:14    |  |
| 14.            | "Brisa"                                                      | Manuel Bandeira Paquito         | 1:56    |  |
| Duração total: | Duração total:                                               | Duração total:                  | 45:41   |  |